# Krokofant

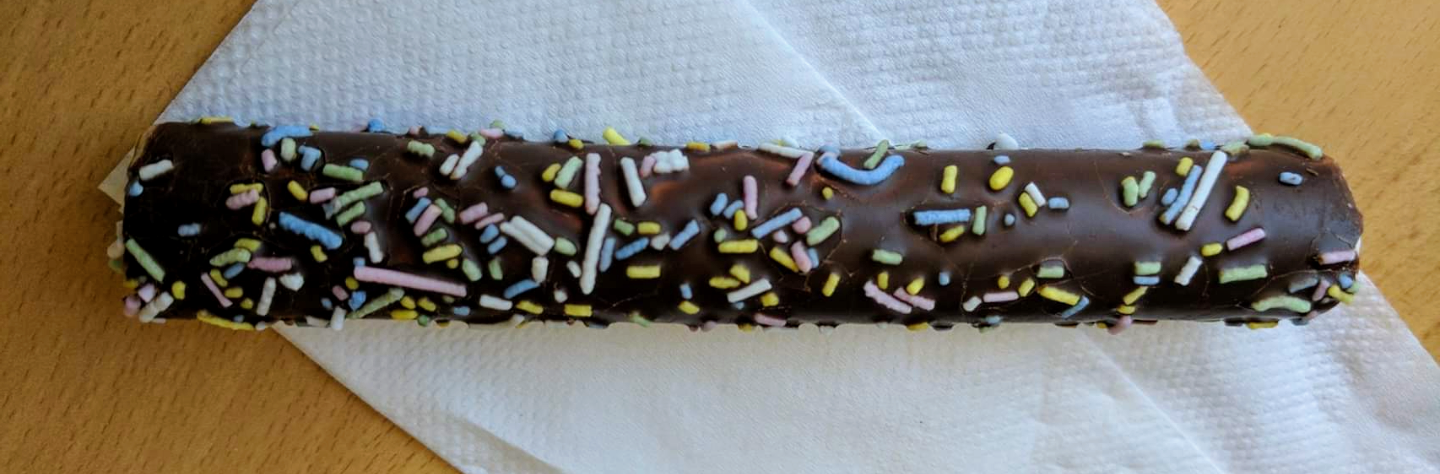
Krokofant.

Krokofant är en godisbit som tillverkats av KTM sedan 1970. Krokofant är ett cigarrformat och gelatinbaserat skumgodis med överdrag av mörk choklad och karamellströssel. En krokofant innehåller 49 kcal.